# Station Vejle
Station Vejle is een station in de Deense stad Vejle. Het station ligt  aan de lijn Fredericia - Århus. Daarnaast vertrekt vanuit het station de lijn naar Holstebro en verder.